# Luigi Tenco
Luigi Tenco (* 21. März 1938 in Cassine; † 27. Januar 1967 in Sanremo) war ein italienischer Cantautore (Liederdichter).

## Leben

### Jugend und Schulzeit
Luigi Tenco wurde 1938 als Sohn von Teresa Zoccola und Giuseppe Tenco geboren, lernte jedoch seinen Vater nie kennen, da dieser noch während der Schwangerschaft unter unklaren Umständen starb. Seine frühe Kindheit verbrachte er in seinem Geburtsort Cassine sowie in Ricaldone, dem Geburtsort seiner Mutter. 1948 zog die Familie nach Ligurien, zuerst nach Nervi, anschließend nach Genua, wo die Mutter eine Weinhandlung eröffnete.
Seine Schulbildung begann Tenco an einem humanistischen Gymnasium, wechselte jedoch bald auf eines mit naturwissenschaftlicher Ausrichtung. Während der Schulzeit gründete er zwei Bands, die nach Jelly Roll Morton benannte Jelly Roll Boys Jazz Band mit Danilo Dègipo (Schlagzeug), Bruno Lauzi (Banjo), Alfred Gerard (Gitarre) und ihm selbst an der Klarinette, sowie später die Diavoli del Rock („Teufel des Rock“), zusammen mit Roy Grassi und Gino Paoli.

### Studium und erste Erfolge
Nach Abschluss der Schule begann er ein Ingenieursstudium, wechselte jedoch bald an die Fakultät für Politikwissenschaft. Während dieser Zeit war er Mitglied der Modern Jazz Group von Mario De Sanctis. Mit Marcello Minerbi und Luigi Coppola gründete er außerdem ein Trio, zum Scherz Trio Garibaldi genannt, das allerdings nur etwa drei Wochen bestand.
1959 erschien seine erste Plattenaufnahme mit der Gruppe I Cavalieri, welche neben Tenco aus Gianfranco Reverberi, Paolo Tomelleri, Enzo Jannacci und Nando De Luca bestand. Es erschienen zwei Singles, Mai (dt.: Niemals) und Mi chiedi solo amore (dt.: Du willst nur Liebe von mir). Zeitweise arbeitete Tenco auch mit Piero Ciampi. Während dieser Zeit nahm Luigi Tenco das Pseudonym Gigi Mai an. Weitere Pseudonyme waren Dick Ventuno und Gordon Cliff.

### Solokarriere
Im Jahre 1961 begann Luigi Tencos Solokarriere mit einer ersten Single Quando. Im folgenden Jahr machte er zusammen mit Fabrizio De André Erfahrungen beim Film, in La cuccagna von Luciano Salce. Im selben Jahr erschien auch sein erstes Album, welches Erfolge wie Mi sono innamorato di te (Ich habe mich in dich verliebt) und Angela enthielt – der für das Album vorgesehene Titel Cara maestra (Liebe Lehrerin) wurde von der Zensur verboten.
Im Jahr 1963 zerbrach die Freundschaft mit Gino Paoli aufgrund einer Beziehung mit der jungen Stefania Sandrelli. Im September des Jahres wurden seine beiden Lieder Io sì (Ich schon) und Una brava ragazza (Ein tapferes Mädchen) von der Zensur verboten. Kurz zuvor hatte er seine Plattenfirma Ricordi verlassen und war zu Jolly (Joker) gewechselt.
1965 wurde er zum Militärdienst eingezogen, welchen er zum Großteil in einem Krankenhaus ableistete. Im folgenden Jahr wechselte er zur Plattenfirma RCA, und es erschien das Lied Un giorno dopo l'altro (Einen Tag nach dem anderen), welches zur Erkennungsmelodie einer Fernseh-Krimiserie um Kommissar Maigret wurde. Weitere Erfolge aus dieser Zeit sind Lontano lontano (Weit, weit weg), Uno di questi giorni ti sposerò (Eines Tages werde ich dich heiraten), E se ci diranno (Und wenn sie uns sagen) und Ognuno è libero (Jeder ist frei). In Rom lernte er die italienisch-französische Sängerin Dalida kennen, mit der er eine Affäre hatte.

### Suizid
1967 nahm er mit dem Lied Ciao amore ciao am Sanremo-Festival teil. Sein Beitrag qualifizierte sich jedoch nicht für das Finale. Er schloss sich daraufhin in seinem Zimmer im Hotel Savoy ein und schoss sich eine Kugel in den Kopf. Die Pistole hatte er im Jahr zuvor zur Selbstverteidigung gekauft.
Man fand einen Brief folgenden Inhalts:

“Io ho voluto bene al pubblico italiano e gli ho dedicato inutilmente 5 anni della mia vita. Faccio questo non perché sono stanco della vita (tutt’altro) ma come atto di protesta contro un pubblico che manda Io tu e le rose in finale e ad una commissione che seleziona La rivoluzione. Spero che serva a chiarire le idee a qualcuno.”

„Ich habe das italienische Publikum geliebt und ihm sinnloserweise fünf Jahre meines Lebens geopfert. Ich tue dies nicht, weil ich des Lebens überdrüssig bin (ganz im Gegenteil), sondern als Akt des Protests gegen ein Publikum, welches Io tu e le rose ins Finale wählt und wegen einer Jury, welche La rivoluzione kürt. Ich hoffe, dass dadurch einigen etwas klar wird.“

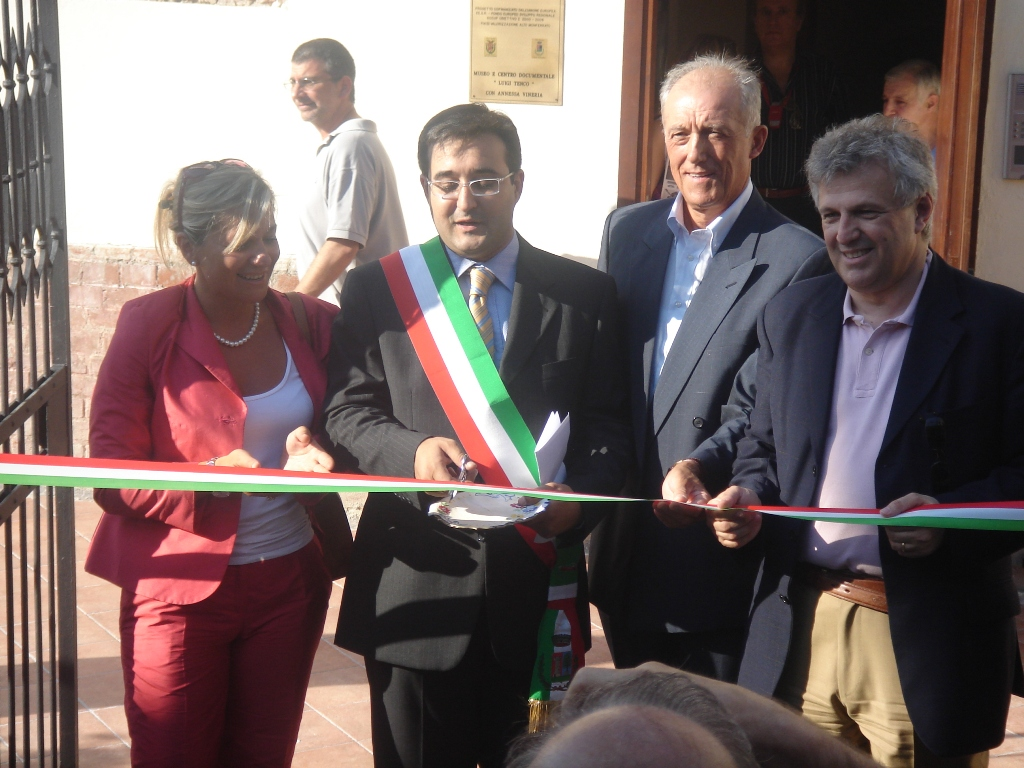
Einweihung des Tenco-Museums in Ricaldone am 20. Juli 2006

Tenco ist auf dem Friedhof von Ricaldone begraben, wo seit 2006 ein Tenco-Museum existiert. Bis heute bleiben Zweifel an der Selbsttötungsversion. Eine im Frühjahr 2006 erfolgte neuerliche Überprüfung seines exhumierten Schädels brachte jedoch keine neuen Ergebnisse. 
Seit 1972 gibt es in Sanremo den Club Tenco, der unter anderem seit 1974 den internationalen Tenco-Preis an Liedermacher vergibt.
Der Cantautore Fabrizio De André, der eng mit Tenco befreundet war, widmete ihm nach seinem Suizid das Lied Preghiera in gennaio („Gebet im Januar“), in dem es heißt:

“Quando attraverserà / l’ultimo vecchio ponte, / ai suicidi dirà, / baciandoli alla fronte, / ‘Venite in Paradiso, / là dove vado anch’io, / perché non c’è l’Inferno / nel mondo del buon Dio’.”

„Wenn er / die letzte alte Brücke überqueren wird, / wird er den Selbstmördern sagen, / während er sie auf die Stirn küsst: / ‚Kommt ins Paradies, / wohin auch ich gehe, / denn in der Welt des lieben Gottes / gibt es keine Hölle.‘“

## Diskografie

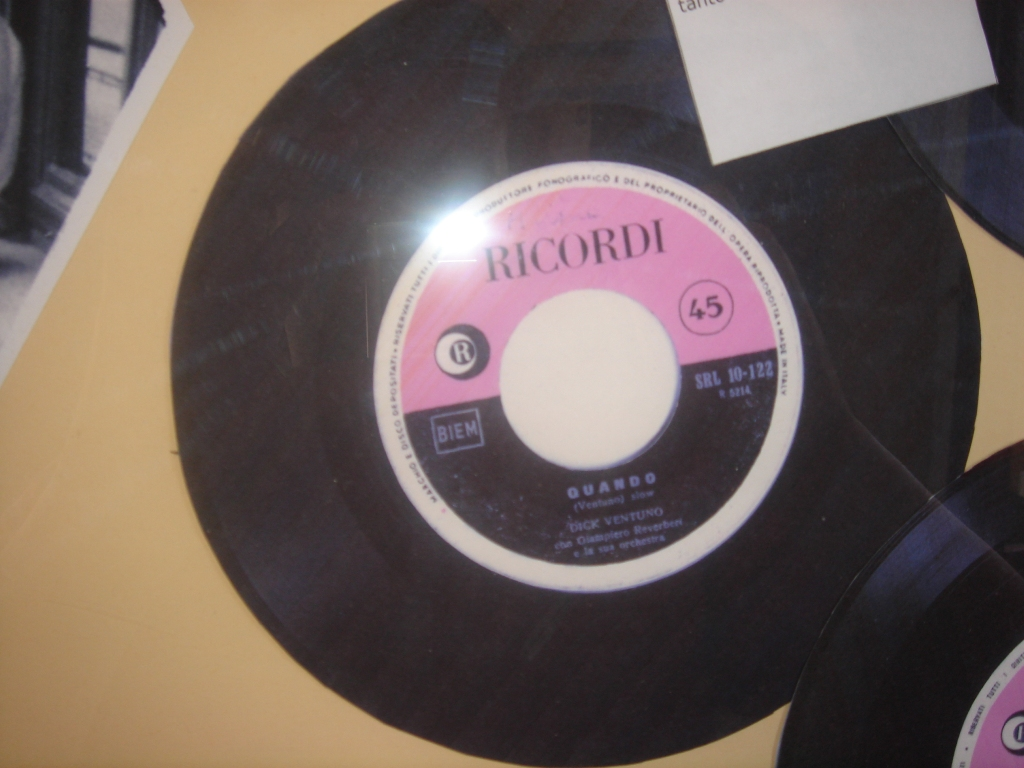
Eine Single von Luigi Tenco unter dem Pseudonym Dick Ventuno

### Veröffentlichungen zu Lebzeiten
- Luigi Tenco Ballate e canzoni (1962)
- Luigi Tenco Canta De André, Jannacci, Bob Dylan, Mogol (1963)
- Ti ricorderai di me (1963)
- Se stasera sono qui (1964)
- Pensaci un po(1964)
- Le canzoni di Luigi Tenco (1965)
- Luigi Tenco, Ricordi (1962)
- Luigi Tenco, Jolly (1965)
- Tenco, RCA (1966)

### Posthume Veröffentlichungen

#### Singles
- Ciao amore, ciao / E se ci diranno, RCA (1967)
- Quando / Mi sono innamorato di te, Ricordi (1967, IT: Gold (2021) )[4]
- Ti ricorderai / Angela, Ricordi (1967)
- Guarda se io / Vedrai, vedrai, RCA (1967)
- Io vorrei essere là / Io sono uno, RCA (1967)
- Se stasera sono qui / Cara maestra, Ricordi (1967)
- Pensaci un po’ / Il tempo dei limoni, Ricordi (1968)
- Vedrai, vedrai / Ah, l’amore, l’amore, Jolly (1970)
- Più mi innamoro di te / Serenella / Più mi innamoro di te (con orchestra), Cgd (1984)

#### Alben
- Ti ricorderai di me, Ricordi (1967)
- Pensaci un po, Ricordi (1969)
- Luigi Tenco, RCA (1972)
- Luigi Tenco canta Tenco, De André, Jannacci, Bob Dylan, Joker (1972)
- Agli amici cantautori, Saar (1977)
- Luigi Tenco, Ricordi (1982)
- Luigi Tenco, Ricordi (1984)